# カーン・インゴールド・プレローグ順位則
カーン・インゴールド・プレローグ順位則（カーン・インゴールド・プレローグじゅんいそく、英: Cahn–Ingold–Prelog priority rule）は、化合物の化学的構造中のある部位と繋がっている置換基に対して、それらを番号付けする際に使用される規則である（主に立体中心。本ページでも読みやすくするため立体中心に繋がっている4つの置換基を順位付けるためとして書く）。主にIUPAC命名法に基づいて、化合物の立体配置の絶対配置を示す際に使用される。
1951年にロバート・シドニー・カーン、クリストファー・ケルク・インゴールドが提案したR/S表示法の置換基の順位付けをする方法を、ウラジミール・プレローグが彼らとともに改良した方法である。1958年にバイルシュタインの命名法に取り入れられ、さらにIUPAC命名法の1979年勧告に立体配置の命名法として取り入れられた。提案者3名の頭文字をとってCIP順位則ともいう。また単に順位則といった場合、CIP順位則を指すのが普通である。

## 適用法

### 原子番号が大きい原子が原子番号が小さい原子よりも順位が高い
CIP順位則による順位の決定の基本である。

順位付けの例

CIP順位則により立体中心と連結している置換基間の順位を比較する場合には、まず置換基の、立体中心に直接連結している原子(以降、「結合位置」と呼ぶ)について比較を行なう。このため、例えばメチル基 (−CH3)、アミノ基 (−NH2)、ヒドロキシ基 (−OH) であれば、立体中心に対して結合しているそれぞれの原子は炭素（原子番号6）、窒素（原子番号7）、酸素（原子番号8）であるから、順位はヒドロキシ基がもっとも高く、次いでアミノ基、メチル基の順になる。
結合位置の原子番号が等しくこれだけでは順位が付けられない場合、続いて結合位置に結合している原子について同じように比較を行なう。例えばメチル基 (−CH3)、エチル基 (−CH2CH3)、イソプロピル基 (−CH(CH3)2) であれば、結合位置の原子は炭素で等しいので、それぞれの、炭素に結合している3つの原子を比較する。メチル基は水素が3つ、エチル基は炭素が1つと水素が2つ、イソプロピル基は炭素が2つと水素が1つである。そして、それぞれ原子番号で順位を付ける。
- メチル基：H＜H＜H
- エチル基：H＜H＜C
- イソプロピル基：H＜C＜C

最高位の原子はメチル基H、エチル基とイソプロピル基がCである。原子番号はC＞Hなのでメチル基が最下位であることが判る。続いて2番目の原子を比較すると、エチル基Hでイソプロピル基Cである。よって、
- メチル基{\displaystyle \,<}エチル基{\displaystyle \,<}イソプロピル基

となる。このように、原子の比較は高順位から行う。
もし、結合位置と直接結合している原子(すなわち立体中心から“2つ”離れている原子)からも判断つかない場合は、それらの原子の中でもっとも原子番号が大きいものを選び(もっとも大きい原子番号のものが複数ある場合、その中からより大きい原子番号の原子と結合しているものを選ぶ)、その原子に結合している原子(すなわち立体中心から“3つ”離れている原子)を原子番号の大きい方から比較する。差がなければ、(立体中心から2つ離れている原子の中で)次に原子番号の大きい原子に移り、同様の比較を行う。立体中心から3つ離れている原子すべてで差がなければ、さらに離れた原子を同様の方法で比較していく。
比較を行って違いが現れたとき、最も立体中心に近い(距離ではなく間の結合の数)相違点を比較し順位を決定する。はじめて相違が生じた点において優先順位が決定されることを忘れてはならない。最も近い相違点から先にどんな原子が控えていても、それは順位に関係しない。
-CH2-OH(ヒドロキシメチル) と -CH2-C
Cl3(2-トリクロロエチル) をC＜Oからヒドロキシメチル＞2－トリクロロエチルが正解だが、Cl3を見てヒドロキシメチル＜2－トリクロロエチルと間違わないように。
1,2-ジヒドロキシエチル基(-CH(OH)CH2OH)と1-メトキシエチル基(-CH(OCH3)CH3)であれば、結合位置の原子は炭素Cで同格、さらにその炭素に結合しているのはどちらも酸素O、炭素C、水素Hの3つでやはり同格であるので、この3つの中でもっとも原子番号の大きい酸素と結合している原子を比較する。酸素と結合しているのはそれぞれ炭素C、水素Hで違いが生じるので、1-メトキシエチル基＞1,2-ジヒドロキシエチル基の順位になる。1,2-ジヒドロキシエチル基の2位に結合した酸素原子は、1位の酸素に結合している水素と同じく立体中心から3つ離れている原子ではあるが、1位の酸素上の原子の比較が優先するため、比較には用いられない(2つ離れている位置までは同じ、3つ離れている位置に原子番号の大きい酸素があるから1,2-ジヒドロキシエチル基の方が順位が高いと考えてしまうと誤りである)。糖類などの立体配置を指定する際にはこのようなパターンがしばしば見られる。

### 2/3重結合でつながっている両原子には、それぞれ1/2個のレプリカ原子が結合している
二重結合や三重結合がある場合には、結合を単結合と見た上でその原子には同じ原子が結合次数と同じ数だけ結合しているものとして扱う。このようにして順位則での比較のために多重結合部分に導入された原子をレプリカ原子という。
例えばカルボニル基 (−C(=O)−) はカルボニル炭素には酸素原子2つが、カルボニル酸素には炭素原子2つが結合しているように扱う。
{\displaystyle {\begin{array}{lcl}&\mathrm {O} &\mathrm {O} -\mathbf {C} \\&\|&|\\&\mathrm {H} -\mathrm {C} \Longrightarrow &\mathrm {C} -\mathrm {H} \\&.&|\\&.&\mathbf {O} \\\end{array}}}
ホルミル基 (−C(=O)H) とジヒドロキシメチル基 (−CH(OH)2) においては、結合位置の原子は炭素で等しく、それに結合している原子はホルミル基の方にはレプリカ原子を導入してやってから比較すると、酸素2つと水素1つでまた等しい。さらに次の原子を比較するとホルミル基はレプリカ原子の炭素1つであるのに対し、ジヒドロキシメチル基は水素原子2つである。そのため、ホルミル基の方がジヒドロキシメチル基よりも順位が高くなる。
ピリジル基のように、複数の極限構造が存在し、極限構造によって多重結合の結合が相手が変化している場合には、レプリカ原子はそれぞれの極限構造についての結合相手の原子番号の平均値を持つものとして扱う。そのためピリジル基の2位と6位には原子番号6.5のレプリカ原子が結合しているものとして扱う。

### 比較できる原子の数が異なる場合は空原子を置く
比較対象の原子が存在しない場合には原子番号0の原子（空原子）が結合しているものと扱う。例えばアンモニオ基 (−N+H3) とアミノ基(−NH2)の場合を述べる。2つとも結合位置の原子は窒素で同じであるので窒素に結合している原子で比較する。するとアンモニオ基もアミノ基も水素しかないのでこのままでは決めようがない。そこでアミノ基には2つの水素以外に空原子が1つ結合しているものとして比較する。最下位はアンモニア基でH(原子番号1)、アミノ基で空原子(原子番号0)なのでアンモニオ基の方が順位が高いということになる。

### 環状構造
もし、結合位置の次の原子でも順位が決定できなければ、さらにその次の原子を同じように原子番号順にならべて高い方から順に比較していく。ただし、置換基が環状構造を持っている場合には辿っていってすでに比較した原子が再び現れたところでそこから先には空原子が結合しているものとして扱う。例えばシクロプロピル基の場合、結合位置は炭素で、そこで原子番号の比較は枝分かれをして環状構造を辿っていくことになる。すなわち結合位置の炭素からメチレン基、メチレン基、もとの結合位置の炭素と戻ってくる。
ここですでに辿った炭素に戻った時点で、この炭素には空原子のみが結合しているものとして扱う。なおこの打ち切りの方法は1982年に導入された規則であるので、それ以前の文献では無限に環上を辿って順位を付けている。そのため、この前後で順位の付け方が変化して立体配置の命名が変わっている場合がある。

### 同じ原子を同じ個数持つ場合
さらに、順位をつけるべき置換基が同じ原子の配列を持っている場合は以下のルールによって順位をつける。
- 2. 同位体については質量数の大きいものが小さいものより順位が高い。例えば重水素は水素より順位が高い。
- 3. 二重結合の幾何異性については (Z)-体が (E)-体よりも順位が高い。
- 4. ジアステレオメリックな関係については unlike 体（(R*,S*)-体）が like 体（(R*,R*)-体）よりも順位が高い。
- 5. エナンチオメリックな関係については (R)-体が (S)-体よりも順位が高い。

また、軸不斉の命名においては、すでに示した順位の決定に優先するものとして
- 不斉軸に沿って見た場合に手前側にある置換基は奥側にある置換基よりも順位が高い。

という規則が付け加わる。

## 立体異性体の表記方法

### R-S表記法
立体中心に対して異なる4つの置換基を持つ場合、対掌性の異性体が存在する（キラリティー）。
この場合、上記順位に従い、最も低い置換基を奥に向け、残りの置換基を順位の高いものから辿ったとき、右回り（時計回り）になるものをR体 (ラテン語: rectus)、左回り（反時計回り）になるものをS体 (ラテン語: sinister)という（または手のひらが最も高い置換基から1→2→3の方向で曲がる場合、右手の親指が最も低い置換基4の方向に向くのはR体、左手の親指が4の方向に向くのはS体である）。

### E-Z表記法

例：(Z)-1-ブロモ-1,2-ジクロロエチレン

二重結合の両端に2つずつの置換基が付いていて、それぞれの端で別の置換基が付いている場合、異性体が存在する（幾何異性体）。
この場合、両端のそれぞれで上記の方法で順位を付ける。結果、一端で上位になる基ともう一端で上位になる基が同じ側に付いているものをZ体（ドイツ語: Zusammen）、逆側に付いているものをE体（ドイツ語: Entgegen）という。
あくまでCIP順位則で並びが一致しているか否かを判断するのであって、両端に同じ置換基が付いているかは関係ない。例えば図の例では、Cl（塩素）が逆側に付いているが、CIP順位則では「Br > Cl」と「Cl > H」であることからZ体となる。